# Гаджикіой
Гаджикіо́й (рум. Hagichioi) — село в Тараклійському районі Молдови, відноситься до комуни Альбота-де-Жос.